# Arhopala ace
Arhopala ace är en fjärilsart som beskrevs av De Nicéville 1892. Arhopala ace ingår i släktet Arhopala och familjen juvelvingar. Inga underarter finns listade i Catalogue of Life.

## Bildgalleri

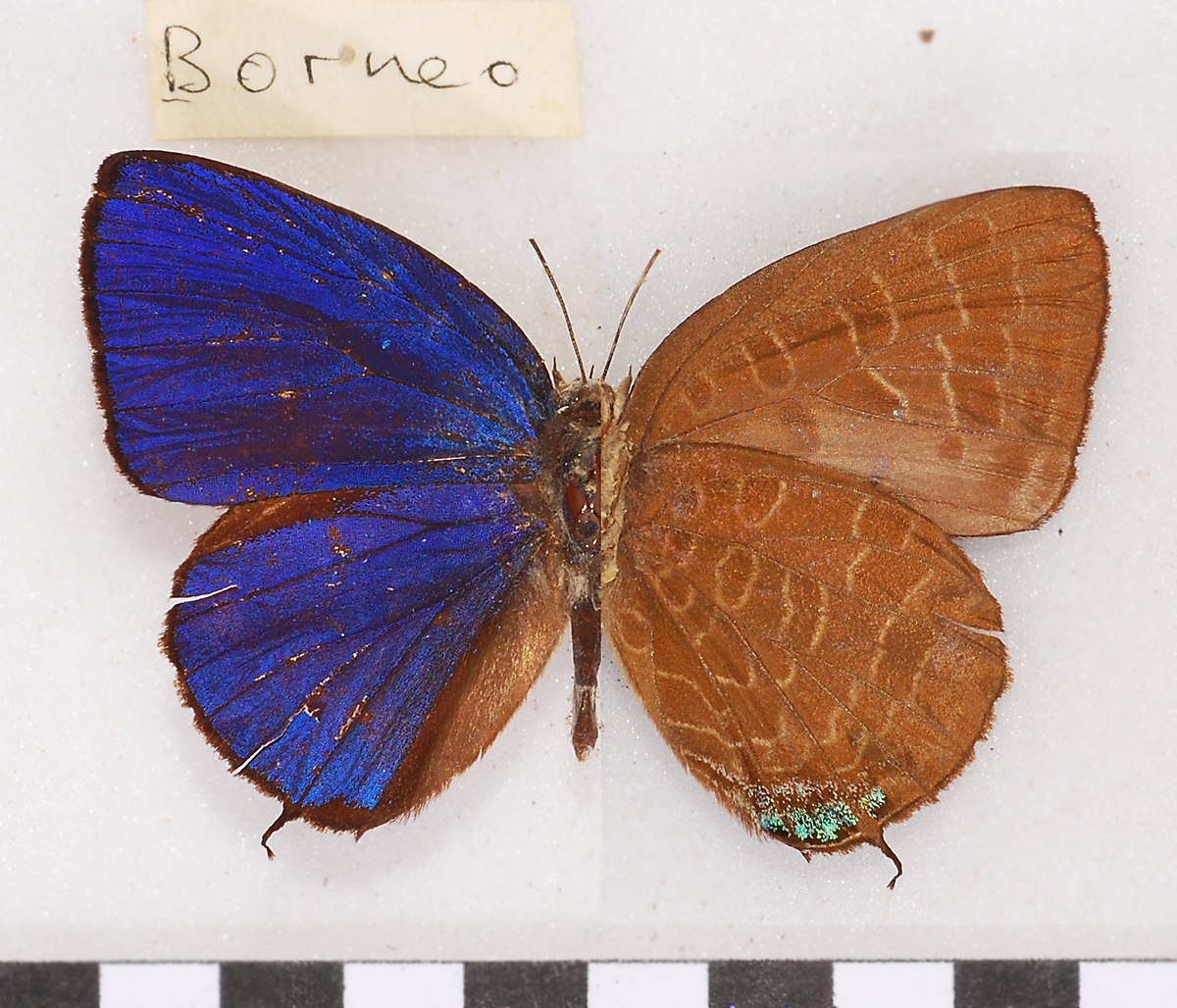